# Sant Jaume de Frontanyà
Sant Jaume de Frontanyà és un municipi de la comarca del Berguedà, un dels tres més petits de Catalunya en nombre d'habitants. El govern del municipi s'hi exercia mitjançant consell obert fins que el 2011 es va decidir canviar aquest sistema.
El poble es troba al voltant de l'església de Sant Jaume de Frontanyà. El seu terme és muntanyenc i escassament poblat, amb boscos de pins i pastures per a la ramaderia que, juntament amb l'agricultura de cereals i el turisme, és la base de la seva economia. Regat per afluents de la riera de Merlès. La seva primera notícia documentada consta de l'any 905, quan es va fer la consagració de la seva antiga església de Sant Jaume Vell.
El 12 de desembre de 2009 va ser el segon poble de Catalunya (després d'Arenys de Munt) a fer una consulta popular sobre la independència, amb un resultat de 18 vots a favor de la independència i 1 vot en contra.

## Geografia
- Llista de topònims de Sant Jaume de Frontanyà (Orografia: muntanyes, serres, collades, indrets..; hidrografia: rius, fonts...; edificis: cases, masies, esglésies, etc).

## Llocs d'interès
- Monestir de Sant Jaume de Frontanyà. Segle XI
- Ermita de Sant Esteve de Tubau. Origen preromànic
- Santuari de Santa Maria dels Oms. Segle XVIII
- Restaurant fonda Cal Marxandó. Documentada des del 1851

## Demografia
Fins al 15 de gener del 2018 Sant Jaume de Frontanyà era el municipi menys poblat sota administració de la Generalitat de Catalunya; el municipi que li prengué el títol aquell any fou Gisclareny, fins que novament el 2024 passà a ocupar el primer lloc en el rànquing de municipis menys poblats segons el cens de l'INE.
| 1497 f | 1515 f | 1553 f | 1717 | 1787 | 1857 | 1877 | 1887 | 1900 | 1910 |
| ------ | ------ | ------ | ---- | ---- | ---- | ---- | ---- | ---- | ---- |
| 2      | 3      | 9      | 134  | 288  | 465  | 322  | 234  | 214  | 271  |

| 1920 | 1930 | 1940 | 1950 | 1960 | 1970 | 1981 | 1990 | 1992 | 1994 |
| ---- | ---- | ---- | ---- | ---- | ---- | ---- | ---- | ---- | ---- |
| 259  | 198  | 180  | 159  | 73   | 21   | 20   | 30   | 28   | 28   |

| 1996 | 1998 | 2000 | 2002 | 2004 | 2006 | 2008 | 2010 | 2012 | 2014 |
| ---- | ---- | ---- | ---- | ---- | ---- | ---- | ---- | ---- | ---- |
| 30   | 30   | 28   | 25   | 27   | 32   | 29   | 24   | 28   | 24   |

| 2016 | 2018 | 2020 | 2022 | 2024 | 2026 | 2028 | 2030 | 2032 | 2034 |
| ---- | ---- | ---- | ---- | ---- | ---- | ---- | ---- | ---- | ---- |
| 27   | 30   | 30   | 31   | 26   | -    | -    | -    | -    | -    |

## Festivitats
- 1 de maig- Festa del Pa
- dilluns de Pasqua- Aplec del Santuari dels Oms
- 25 de juliol- Festa Major de Sant Jaume

## Imatges

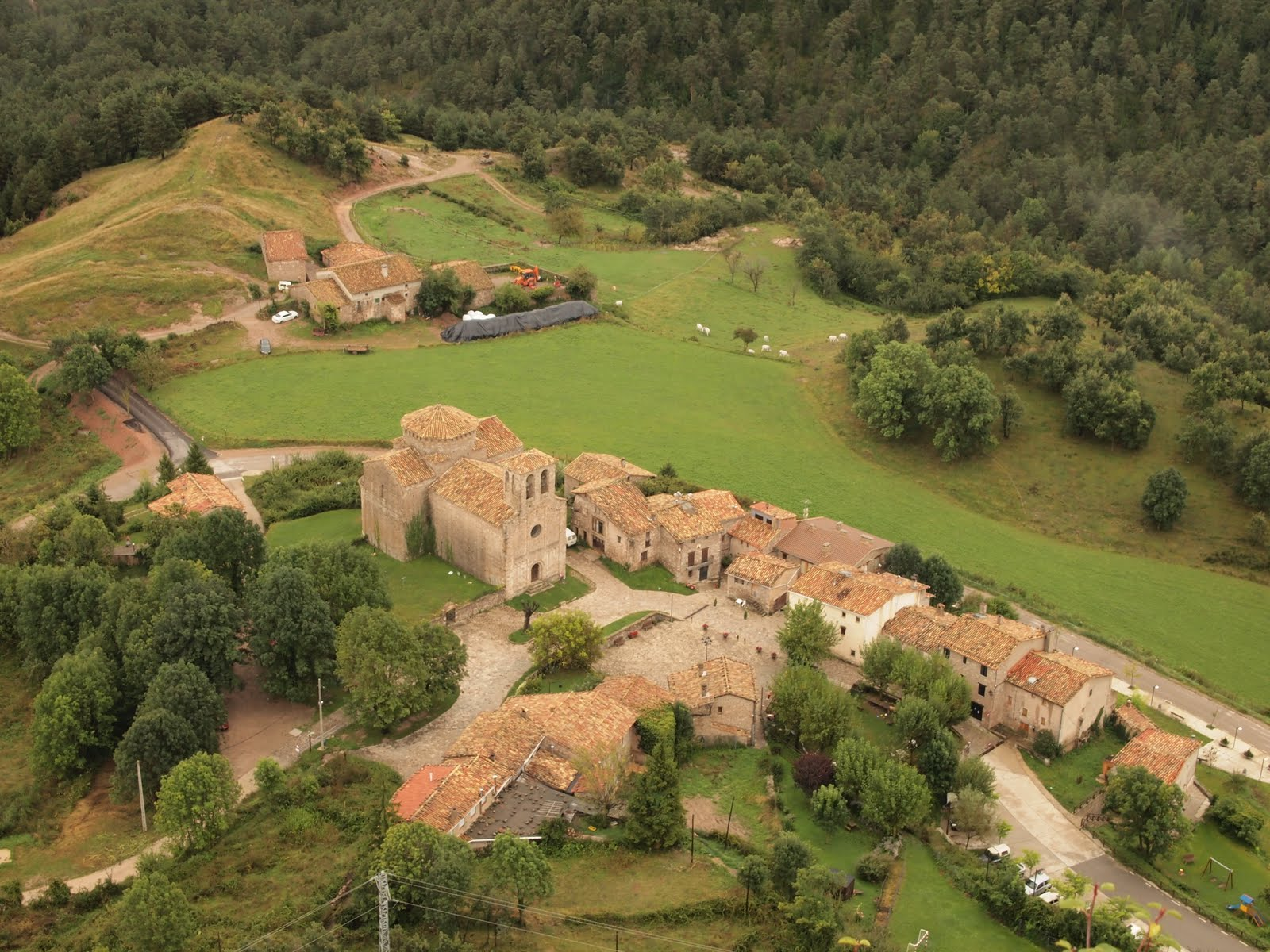
Vista aèria de Sant Jaume de Frontanyà
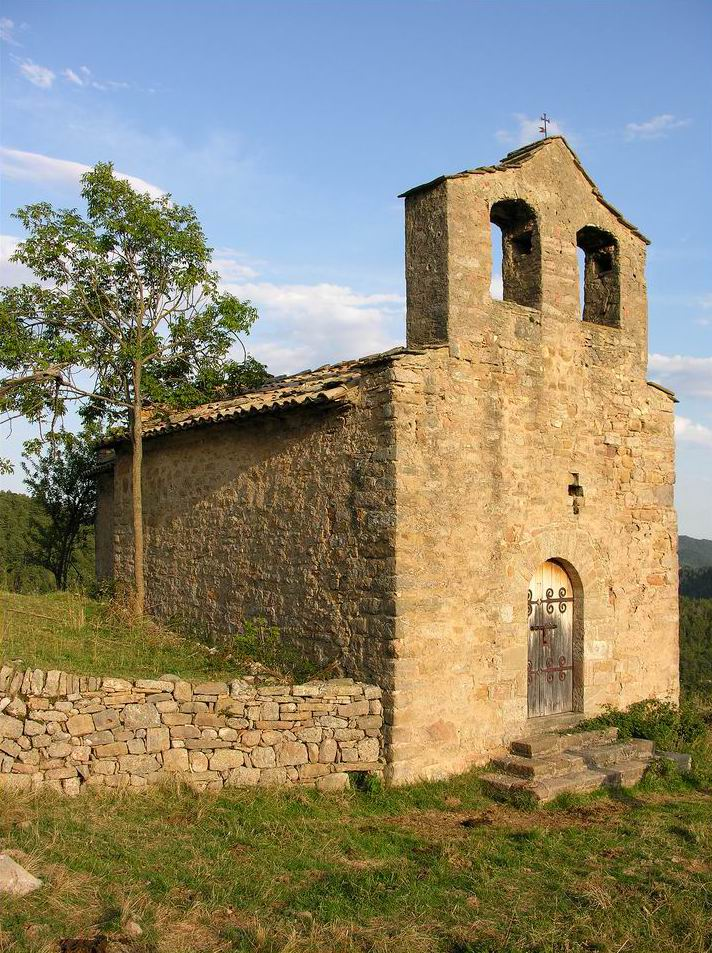
Sant Esteve de Tubau
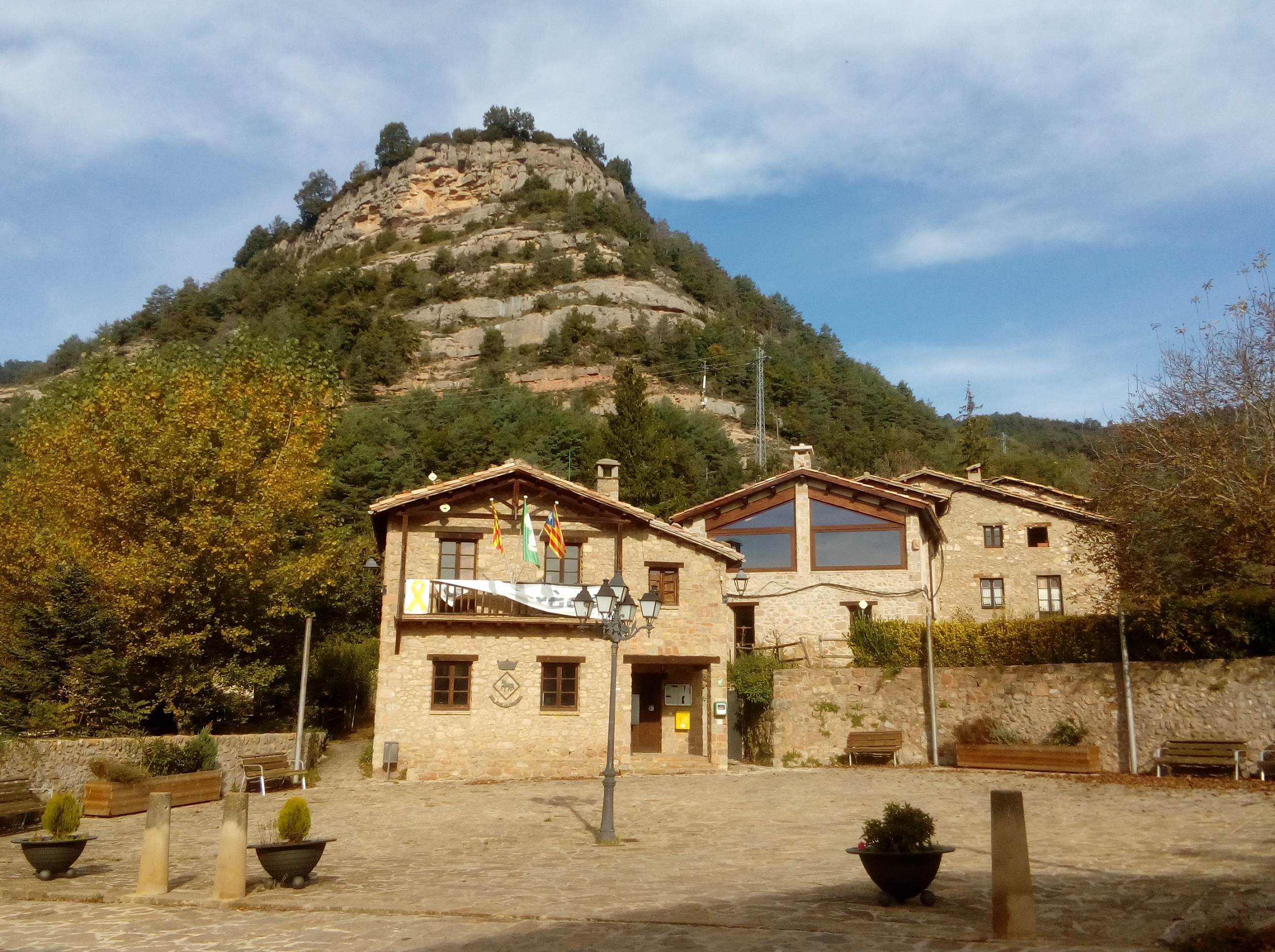
L'ajuntament
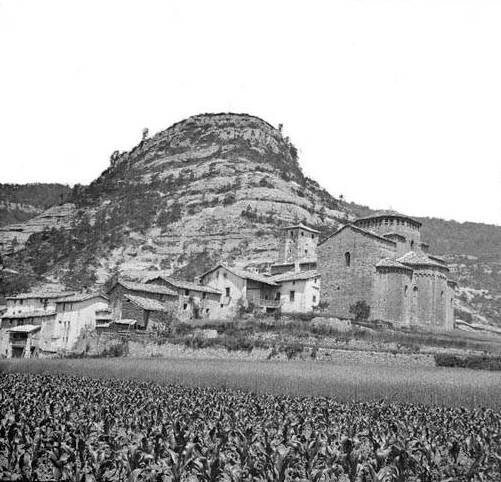
Sant Jaume de Frontanyà en una imatge del 1900